# Јарослав Дробни
Јарослав Дробни (чеш. Jaroslav Drobný; Праг, 12. октобар 1921 — Лондон, 13. септембар 2001) био је један од најбољих и најсвестранијих чехословачких спортиста са половине 20. века. Активно је играо тенис и хокеј на леду, и у оба спорта остваривао је врхунске резултате. Као тенисер освојио је 3 титуле на грен-слем турнирима, а 1954. је доспео и на прво место тадашње аматерске тениске листе. Као хокејаш освојио је у дресу репрезентације Чехословачке титулу светског првака на СП 1947. у Прагу, те сребрну олимпијску медаљу на ЗОИ 1948. у Санкт Морицу.
Године 1949. пребегао је из тадашње комунистичке Чехословачке, прво у Швајцарску, а потом у Сједињене Државе, Египат и на послетку у Енглеску где је остао до краја живота. Исте године када је напустио родну земљу НХЛ екипа Бостон бруинса понудила му је уговор од 20.000 долара и место у резервном тиму, али је одбио и одлучио остати у аматерском хокеју.
Године 1983. уврштен је у тениску кућу славних, а 14 година касније и у кућу славних хокеја на леду. Једини је спортиста ком је пошло за руком да обједини титуле победника светског првенства у хокеју на леду и Вимблдонског тениског турнира.

## Хокејашка каријера
Дробни је своју спортску каријеру започео у екипи ЛТЦ Праг где је паралелно почео да тренира хокеј на леду и тенис. Као хокејаш наступао је за ЛТЦ од 1938. до 1949. године и у том периоду освојио је чак десет титула националног првака, а две сезоне је завршавао и као најбољи стрелац лиге (сезоне 1941/42. и 1942/43). Освојио је и четири титуле победника Шпенглеровог купа (1936, 1945, 1946. и 1947. године).
Прву медаљу, и то златну, у дресу репрезентације Чехословачке освојио је на светском првенству 1947. у Прагу. Била је то уједно и прва титула светских првака за чехословачки тим, а Дробни је на том турниру на 7 одиграних утакмица постигао чак 15 голова, укључујући хет-трик учинак у одлучујућој утакмици против Сједињених Држава играној 23. фебруара. Већ наредне године, на ЗОИ у швајцарском Санкт Морицу са 9 голова на 8 утакмица предводио је свој тим до прве хокејашке олимпијске медаље у историји, сребрне.
Након што је напустио Чехословачку 1949. године амерички НХЛ лигаш Бостон бруинси понудио је Дробном место у резервном тиму и уговор од 20.000 америчких долара. Дробни је одбио понуду америчког тима уз образложење да више пажње жели да посвети игрању тениса током летњих месеци.
Године 1997. Међународна хокејашка федерација уврстила је Дробног у Кућу славних хокеја на леду.

## Тениска каријера
Још као петогодишњи дечак Дробни је скупљао лоптице на теренима на тениским теренима прашког тениског клуба, екипе у којој је убрзо почео и да тренира овај спорт. На Вимблдонском турниру дебитовао је као шеснаестогодишњи тинејџер 1938. године, али је изгубио већ у првом колу турнира од Александра Расела, а први већи успех у тениској каријери остварио је на истом турниру 1946. пошто је дошао до полуфинала у ком је поражен од Американца Џека Крејмера. Исте године пласирао се у финале Отвореног првенства Француске у ком је поражен од домаћег играча Марсела Бернара. До прве грен слем титуле долази на Ролан Гаросу 1951, а већ наредне године успева да одбрани титулу. Након два пораза у финалу Вимблдона, 1949. и 1952. године 1954. долази до прве и једине титуле на том турниру, након победе над Аустралијанцем Кеном Роузволом. Титула на Вимблдону донела је Дробном и прво место на тадашњој листи мушких аматерских тенисера.
Са репрезентацијом Чехословачке у два наврата је играо полуфинале Дејвис купа, 1947. и 1948. (у оба наврата Чехословачка је изгубила од Аустралије). У Дејвис купу одиграо је укупно 43 меча и остварио 37 победа.
У аматерској тениској каријери освојио је више од 130 турнира, а у периоду између 1946. и 1955. константно је био међу првих 10 тенисера на светској ранг листи.
Године 1983. уврштен је у Тениску кућу славних у Њупорту.

### Грен-слем финала
Сингл (3 титуле, 5 полуфинала)
| Резултат  | Година | Турнир           | Подлога | Противник у финалу | Резултат финала         |
| Финалиста | 1946.  | ОП Француске     | земља   | Марсел Бернар      | 6:3, 6:2, 1:6, 4:6, 3:6 |
| Финалиста | 1948.  | ОП Француске     | земља   | Френк Паркер       | 4:6, 5:7, 7:5, 6:8      |
| Финалиста | 1949.  | Вимблдон         | трава   | Тед Шродер         | 6:3, 0:6, 3:6, 6:4, 4:6 |
| Финалиста | 1950.  | ОП Француске     | земља   | Баџ Пати           | 1:6, 2:6, 6:3, 7:5, 5:7 |
| Победник  | 1951.  | ОП Француске     | земља   | Ерик Стурџес       | 6:3, 6:3, 6:3           |
| Победник  | 1952.  | ОП Француске (2) | земља   | Френк Сеџмен       | 6:2, 6:0, 3:6, 6:4      |
| Финалиста | 1952.  | Вимблдон         | трава   | Френк Сеџмен       | 6:4, 2:6, 3:6, 2:6      |
| Победник  | 1954.  | Вимблдон         | трава   | Кен Роузвол        | 13:11, 4:6, 6:2, 9:7    |

Дублови (1 титула, 3 финала)
| Резултат  | Година | Турнир        | Подлога | Партнер         | Противници у финалу        | Резултат у финалу       |
| Победник  | 1948.  | ОП Француске  | земља   | Ленарт Бергелин | Хари Хопман Френк Сеџмен   | 8:6, 6:1, 12:10         |
| Финалиста | 1950.  | ОП Француске  | земља   | Бил Талберт     | Тони Траберт Ерик Стурџес  | 2:6, 6:1, 8:10, 2:6     |
| Финалиста | 1950.  | ОП Аустралије | трава   | Ерик Стурџес    | Џон Бромвич Адријан Квист  | 3:6, 7:5, 6:4, 3:6, 6:8 |
| Финалиста | 1951.  | Вимблдон      | трава   | Ерик Стурџес    | Кен Макгрегор Френк Сеџмен | 6:3, 2:6, 3:6, 6:3, 3:6 |

Мешовити дублови (1 титула)
| Резултат | Година | Турнир       | Подлога | Партнер              | Противници у финалу     | Резултат у финалу |
| Победник | 1948.  | ОП Француске | земља   | Патрисија Канинг Тод | Дорис Харт Френк Сеџмен | 6:3, 3:6, 6:3     |

## Промена држављанства
Након државног удара у Чехословачкој 1948. Дробни је све чешће долазио у сукоб са новим комунистичким властима и њиховим репресивним методама, а посебно се није слагао са кориштењем свог имена у пропагандне сврхе од стране нових власти. Неслагања са новим властима и готово онемогућено слободно путовање по турнирима у иностранству довело је до коначног напуштања Чехословачке, 11. јула 1949. године. Дробни је искористио учешће на тениском турниру у швајцарском Гштаду и заједно са сународником Владимиром Черником затрађио азил у Швајцарској. Како је касније написао у својој аутобиографији, у тренутку кад је напустио родну земљу „имао је свега неколико мајица, четкицу за зубе и 50 долара у џепу”.
Након напуштања Чехословачке безуспешно је тражио азил у Швајцарској, Сједињеним Државама и Аустралији, да би му на крају држављанство понудио Египат. Као тенисер наступао је за Египат од 1950. до 1959, поставши тако једини египатски тенисер у историји са титулом победника Вимблдонског турнира. Године 1960. добија држављанство Уједињеног Краљевства.